# Безводное (Кстовский район)
Безво́дное — село в Кстовском районе Нижегородской области России. Административный центр Безводнинского сельсовета. До упразднения уездно-губернского деления в селе находилось волостное правление Безводнинской волости.

## География
Находится в центральной части Нижегородской области, в зоне хвойно-широколиственных лесов, на правом берегу реки Волги.

### Климат
Климат характеризуется как умеренно континентальный, с коротким умеренно тёплым летом и холодной многоснежной зимой. Среднегодовая температура — 3,6 °C. Средняя температура воздуха самого тёплого месяца (июля) — 18,4 °C (абсолютный максимум — 39 °C); самого холодного (января) — −11,8 °C (абсолютный минимум — −40 °C). Среднегодовое количество атмосферных осадков составляет 500 мм, из которых 410 мм выпадает в период с апреля по октябрь. Устойчивый снежный покров устанавливается в третьей декаде ноября и держится около 154 дней.

## История
Жители села участвовали в съёмках кинофильма «История Аси Клячиной, которая любила, да не вышла замуж» и его продолжения «Курочка Ряба» Андрея Кончаловского, «Удивительный заклад» Леонида Макарычева (1970 год), «Русское поле» Николая Москаленко (1971 год), «Хождение по мукам» Василия Ордынского (1974—1977 года).

## Население
| 2002 | 2010  |
| ---- | ----- |
| 1052 | ↗1067 |

| 2002 | 2010  |
| ---- | ----- |
| 1052 | ↗1067 |

## Известные уроженцы и жители
- Иоасаф (Зеленкин) (1838—1912) — старообрядческий епископ

## Инфраструктура
Личное подсобное хозяйство с зоной сельскохозяйственного использования, индивидуальная застройка усадебного типа.
Дом культуры с. Безводное. Безводнинская средняя школа. Отделение почтовой связи № 607675

## Достопримечательности, памятные места
В селе действуют православная церковь во имя Святой Троицы и старообрядческая церковь в честь Казанской иконы Пресвятой Богородицы.

## Транспорт
Из Кстово до Безводного и обратно ходит автобус № 114, проезжающий через Великий Враг и Зимёнки.

## Галерея
- На въезде в село
- Церковь Троицы Живоначальной
- Казанская старообрядческая церковь
- Здание Безводнинского сельсовета
- Гостиничный комплекс «Дядя Ваня»
- Универмаг напротив автобусной станции
- Улицами села
- На пути к Троицкой церкви
- То же
- Дома в подгорной части села